# El Farolito SC
El Farolito SC es un equipo de fútbol de los Estados Unidos que juega en la National Premier Soccer League, cuarta división de fútbol en los Estados Unidos.

## Historia
El club fue fundado en 1985 con el nombre de El Farolito, en honor a la cadena de restaurantes de su propietario. El equipo disputaba sus partidos en el Boxer Stadium y se convirtió en una nueva fuerza en la San Francisco Soccer Football League (SFSFL), comenzando en las divisiones inferiores. El Faro formó equipos con jugadores inmigrantes, incluyendo antiguos profesionales y empleados de la cadena de restaurantes. El equipo logró ascensos sucesivos hasta llegar a la máxima división de la SFSFL en el plazo de cinco años.
Para la temporada 1991-92, el club había conquistado el campeonato de la SFSFL y había alcanzado la final de la National Amateur Cup. La siguiente temporada, El Faro retuvo el título bajo el nombre de Club Deportivo México.
En 1993, el San Francisco CD México ganó la U.S. Open Cup, una competición de fútbol estadounidense abierta a todos los equipos afiliados a la United States Soccer Federation (USSF). El equipo logró victorias contra el campeón defensor San Jose Oaks y el Milwaukee Bavarian SC, antes de derrotar al United German Hungarians en la final. Como campeones de la U.S. Open Cup, el C.D. México se clasificó para la Recopa de la Concacaf de 1994 y se enfrentó al Club Necaxa de la Primera División mexicana en los cuartos de final, perdiendo 5-1 en San José.
Cuando se formó la California Premier Soccer Association (CPSA) en 1993, el CD México fue uno de los representantes de la SFSFL junto con Greek-American AC, SF United y Concordia. La CPSA fue desarrollada como una "súper liga" compuesta por equipos de la SFSFL, Peninsula Soccer League y San Joaquin Valley Soccer League. El equipo, retornando a su nombre original El Farolito, ganó múltiples títulos durante los siguientes dos décadas y media.
El 20 de noviembre de 2017, El Farolito anunció que formaría un equipo en la National Premier Soccer League para la temporada 2018.
El 22 de marzo de 2023, El Farolito derrotó al Inter San Francisco 3-0 en la primera ronda de la U.S. Open Cup de 2023, anotando los tres goles en tiempo extra. El equipo perdió en la segunda ronda ante el Oakland Roots SC de la USL Championship, otro equipo del Área de la Bahía.
El Farolito se clasificó nuevamente para la Open Cup y derrotó al Portland Timbers 2 de MLS Next Pro en la primera ronda el 19 de marzo de 2024. El equipo reserva representaba a su club matriz, los Portland Timbers de la Major League Soccer, después de que la liga se retirara de la U.S. Open Cup. El Farolito derrotó al Central Valley Fuego FC, otro equipo de tercera división, pero fue eliminado en la tercera ronda por el Oakland Roots por segundo año consecutivo. El Farolito ganó su primer campeonato de la NPSL en 2024 al derrotar al FC Motown, cuatro veces finalista, por 2-1.
El Farolito superó nuevamente las expectativas en la U.S. Open Cup de 2025, venciendo al Real Monarchs de MLS Next Pro 3-1 en la primera ronda y al Monterey Bay FC de USL Championship 2-1 en la segunda. Su participación en la U.S. Open Cup llegó a su fin cuando fueron derrotados por el Sacramento Republic de USL Championship en la tercera ronda el 16 de abril, por 1-0.

## Palmarés
- SFSFL: 8

1991-92, 1992-93, 1995-96, 1999, 2001, 2003, 2012, 2013
- US Open Cup: 1

1992/93
- National Premier Soccer League: 1

2024

## Participación en competiciones de la Concacaf
| Temporada | Torneo                | Ronda            | Club   | Resultado |
| --------- | --------------------- | ---------------- | ------ | --------- |
| 1994      | Recopa de la Concacaf | Cuartos de final | Necaxa | 1-5       |